# Коммутативная диаграмма
Коммутативная диаграмма — наглядный способ записи тождеств, разработанный в теории категорий (в качестве визуализации диаграммы типа частичного порядка), и вошедший со второй половины XX века в употребление практически во всех разделах математики, наиболее широко — в алгебраической геометрии.
Коммутативность диаграммы означает, что композиция морфизмов вдоль любого направленного пути зависит только от начала и конца пути.
Например, коммутативность следующей диаграммы:
означает, что {\displaystyle h\circ f=k\circ g}.
В примере, иллюстрирующем первую теорему об изоморфизме, коммутативность диаграммы значит ровно то, что {\displaystyle f={\tilde {f}}\circ \pi }:
Существуют различные соглашения об обозначениях, чаще всего используется следующий вариант нотации:
- {\displaystyle \rightarrow } — морфизм,
- {\displaystyle \hookrightarrow } — мономорфизм[1],
- {\displaystyle \twoheadrightarrow } — эпиморфизм,
- {\displaystyle {\overset {\sim }{\rightarrow }}} — изоморфизм.

Пунктирная стрелка обычно обозначает искомый морфизм (тогда как сплошные заданы изначально).
Подразумевается, что если есть цепочка морфизмов (обозначенных сплошными линиями), соединяющие начало и конец искомого морфизма, то он существует и определяется из свойства коммутативности диаграммы.